# Копилово (Лузький район)
Копило́во (рос. Копылово) — присілок у складі Лузького району Кіровської області, Росія. Входить до складу Лузького міського поселення.
Населення становить 14 осіб (2010, 18 у 2002).
Національний склад станом на 2002 рік — росіяни 100 %.